# Zwillingspagoden von Baisikou

Die Zwillingspagoden von Baisikou (chinesisch 拜寺口双塔, Pinyin Bàisìkǒu shuāngtǎ) befinden sich am östlichen Fuß des Helan-Gebirges auf einer Hochebene auf dem Gebiet des Kreises Helan des Verwaltungsgebiets der bezirksfreien Stadt Yinchuan, der Hauptstadt des Autonomen Gebietes Ningxia der Hui-Nationalität in der Volksrepublik China.
Holzuntersuchungen mit der C-14-Methode ergaben, dass sie in der mittleren oder späten Xixia-Zeit erbaut worden sind. Der dazwischen befindliche Tempel ist durch Erdbeben zerstört worden.
Die Pagoden haben leicht voneinander abweichende Formen, sind aus Hohlziegeln erbaut, achteckig mit dreizehn Geschossen und haben breite Dachvorsprünge. Die östliche Pagode ist 39 m hoch, die westliche 36 m.
Sie stehen seit 1988 auf der Liste der Denkmäler der Volksrepublik China (3–154).

## Die dritte Pagode

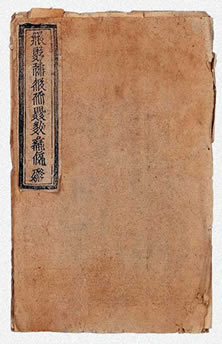
In Xixia-Schrift verfasste buddhistische Schrift

Ca. zehn Kilometer entfernt befand sich in einem Nebental eine dritte Pagode mit quadratischem Grundriss (fangta). Diese wurde 1990 von Vandalen zerstört. Bei Aufräumarbeiten im August und September des Jahres 1991 fanden Archäologen unter der Leitung des Xixia-Spezialisten Niu Dasheng 牛达生 unter anderem eine mit beweglichen Holztypen (muhuozi) gedruckte Ausgabe des in Xixia-Schrift geschriebenen buddhistischen Werkes (engl.) Lucky spreading sutra continuation oder Continuation for Propitiousness Everywhere Reading Edition (吉祥遍至口和本续,  Ji xiang bian zhi kou he ben xu) aus der Zeit der Xixia, die heute im Forschungsinstitut für Kulturgegenstände und Archäologie von Ningxia aufbewahrt wird.